# Apocephalus decurvus
Apocephalus decurvus är en tvåvingeart som beskrevs av Brown 1997. Apocephalus decurvus ingår i släktet Apocephalus och familjen puckelflugor. Inga underarter finns listade i Catalogue of Life.